# Laia Marull
Laia Marull (ur. 4 stycznia 1973 w Barcelonie) – hiszpańska aktorka filmowa.

## Filmografia
- 1999: Lizbona jako Verónica
- 2000: Uciekinierki jako Tony
- 2003: Moimi oczami jako Pilar
- 2007: El Greco jako Jerónima de las Cuevas
- 2010: Czarny chleb jako  Pauletta
- 2010: La Herencia Valdemar jako Leonor Valdemar
- 2012: Gallowwalkers jako Sophie
- 2015: Carlos, Rey Emperador  jako Juana la Loca
- 2016: La madre jako Carmen

## Nagrody
- Nagroda Goya
  - Najlepsza aktorka: 2004 Moimi oczami
  - Najlepsza aktorka drugoplanowa: 2011 Czarny chleb